# Felletin

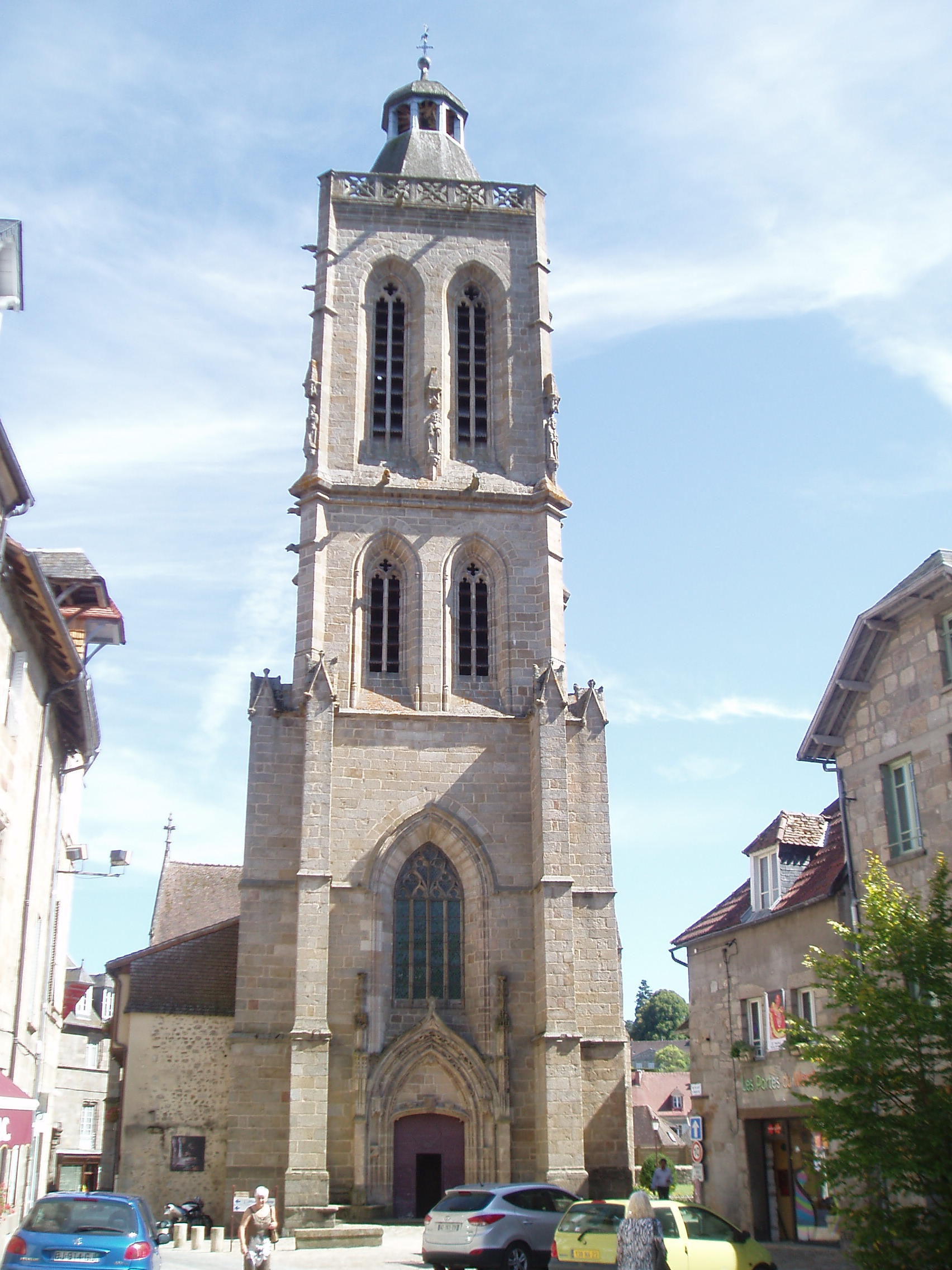
Kościół św. Walerii w Felletin (2011)

Felletin – miejscowość i gmina we Francji, w regionie Nowa Akwitania, w departamencie Creuse.
Według danych na rok 1990 gminę zamieszkiwało 1985 osób, a gęstość zaludnienia wynosiła 144 osoby/km² (wśród 747 gmin Limousin Felletin plasuje się na 47. miejscu pod względem liczby ludności, natomiast pod względem powierzchni na miejscu 476.).

## Populacja

Populacja Felletin w latach 1962–2008